# 迟蕴璞
迟蕴璞（1916年—2007年9月），又名迟人寿，山东文登市高村镇绿杨村人。中华人民共和国政治人物。

## 生平
1940年3月加入中国共产党，同年参加革命工作。历任文登七区区长，文西二区区委书记，文登县委组织部长，烟台市滨海区区委书记，烟台市委组织部长，烟台郊区工作部长，烟台地委组织部长。1959年6月至1961年3月、1962年10月至1963年9月，曾两次出任中共莱阳县委书记。之后，调任惠民地区组织部长，惠民地区革委会副主任。1980年7月离休。2007年9月在烟台病逝。